# توماس أديسون ريتشاردز
توماس أديسون ريتشاردز (بالإنجليزية: Thomas Addison Richards)‏ هو رسام أمريكي، ولد في 3 ديسمبر 1820 في لندن في المملكة المتحدة، وتوفي في 28 يونيو 1900.